# Bratsigovo Hills
Die Bratsigovo Hills (englisch; bulgarisch Брациговски хълмове Brazigowski chalmowe) sind eine 4 km lange und über 300 m Hügelkette im Norden des Grahamlands auf der Antarktischen Halbinsel. Auf der Trinity-Halbinsel ragen sie 3,77 km westlich des Chernopeev Peak und 6,5 km ostnordöstlich des Levassor-Nunataks an der Südostseite des Cugnot-Piedmont-Gletschers am Prinz-Gustav-Kanal in nordwestlicher Richtung auf.
Deutsche und britische Wissenschaftler kartierten sie 1996 gemeinsam. Die bulgarische Kommission für Antarktische Geographische Namen benannte sie 2010 nach Stadt Brazigowo im Süden Bulgariens.